# 栗山米菓
株式会社栗山米菓（くりやまべいか）は、新潟県新潟市北区に本社を置くせんべいやあられなどの米菓を製造する企業。代表商品は『ばかうけ』『瀬戸の汐揚』『星たべよ』など。
コーポレートアイデンティティ導入により、2010年1月1日から新たなコーポレートブランド「Befco」（ベフコ）を採用した。
当項目では、同社の運営による米菓の体験・展示施設である、新潟せんべい王国（にいがたせんべいおうこく）についても掲載する。

## 概要・歴史
1947年、栗山源太郎が新潟市流作場（現中央区万代・八千代・弁天付近）で事故品・規格外品のジャガイモを加工する澱粉製造工場を創業したのが起源である。創業後から澱粉と並行して米菓や水飴などの製造も開始したが、需要が高まったことから1954年からは米菓を主力製品とし、業績を伸ばし続けた。しかし1964年6月16日の新潟地震で壊滅的な被害を受け、現本社所在地の新潟市新崎（現北区）へ移転。1969年には北蒲原郡中条町（現胎内市）に中条工場（現中条ファクトリー）、1984年には新発田市に新発田工場（現新発田ファクトリー）を増設するなど生産拠点の増強を図った。
個性的な商品開発で知られており、1986年には星型のせんべい『星たべよ』を、1990年には青海苔味のせんべい『ばかうけ』を発売開始。いずれも県内を中心にヒットし、その後全国各地へ販路を拡大した。共に現在に至るまで主力商品となっており、期間限定・地域限定製品や大手食品メーカー等とのコラボレーション製品なども数多く存在する。
創業以来、栗の実を模した赤い社章で親しまれてきたが、企業イメージ向上を図るべく「新しい試みに挑戦する精神」をアピールする新たなコーポレートブランドの導入を決め、2009年10月10日に新潟市中央区の朱鷺メッセで新ブランド名「Befco」の発表会を行った。「Befco」とは「Beika Frontier Company（米菓の最先端を行く企業）」の略で、「米菓の可能性に挑戦することで、あられ・せんべい業界のナンバー1を目指し、美味しさ・ユニークさ・アイデアにおいて最先端の価値を提供する」という企業理念を表したもの。併せて新キャッチフレーズ「たのしい、おいしい、あたらしい」も発表された。2010年1月からコーポレートサインやパッケージの変更を順次開始し、同年4月中に完全移行した。

## 沿革
- 1947年（昭和22年）4月 - 新潟市流作場に澱粉製造工場として創業。
- 1949年（昭和24年）2月 -「株式会社栗山加工所」として法人化。
- 1952年（昭和27年）2月 - 商号を「栗山食品工業株式会社」に改称。
- 1964年（昭和39年）6月 - 新潟地震で本社が被災。
- 1964年（昭和39年）12月 - 現本社・新崎工場へ移転完了。
- 1969年（昭和44年）4月 - 商号を現社名「株式会社栗山米菓」に改称。
- 2001年（平成13年）4月 - 新発田工場、中条工場がDANAK（デンマーク規格）のHACCP認定を取得。
- 2002年（平成14年）4月 - 本社敷地内に「せんべい王国」オープン。
- 2002年（平成14年）4月 - ISO 9001 2000を取得。
- 2004年（平成16年）4月 - 製造部門を分社化し「株式会社栗山米菓ファクトリー」を設立。
- 2004年（平成16年）7月 - 新発田ファクトリーに新事務所棟完成。中条ファクトリーに第2工場増築完成。
- 2005年（平成17年）1月 - 中小企業研究センター賞全国表彰を受賞。
- 2005年（平成17年）5月 - 栗山清相談役が旭日双光章を叙勲。
- 2007年（平成19年）9月 - 創業60周年を迎える。やなせたかし作詞、ミシェル・カマ（やなせたかしの作曲家名）作曲による社歌「希望の明日（あした）」制定。
- 2007年（平成19年）10月 - ISO 22000 取得
- 2008年（平成20年）10月 - せんべい王国を増床し「新潟せんべい王国」としてリニューアルオープン。同時に本社社屋の改修工事も竣工。
- 2010年（平成22年）1月 - コーポレートブランド「Befco（ベフコ）」導入。
- 2011年（平成23年）7月 - 仙台アンパンマンミュージアムに「おせんべまんのおせんべ屋さん」オープン。
- 2013年（平成25年）4月 - 神戸アンパンマンミュージアムに「おせんべまんのおせんべ屋さん」2店舗目オープン。
- 2014年（平成26年）4月 - 福岡アンパンマンミュージアムに「おせんべまんのおせんべ屋さん」3店舗目オープン。
- 2015年（平成27年）2月 - 新工場「ばかうけファクトリー」竣工
- 2017年（平成29年）10月 - 新発田工場がFSSC22000取得。
- 2018年（平成30年）12月 - ばかうけファクトリーがFSSC22000取得。
- 2019年（平成31年・令和元年）- 会社設立70周年。経済産業省より地域未来牽引企業に認定を受ける。

## 主力商品
- ばかうけ
- 瀬戸の汐揚
- 星たべよ
- 渚あられ
- タニタ食堂®監修のおつまみ
- それいけ!アンパンマンシリーズ

## 主要拠点
- 本社
  - 新潟県新潟市北区新崎2661番地
- 中条工場
  - 新潟県胎内市柴橋1188
- 新発田工場
  - 新潟県新発田市岡田1824-3
- ばかうけファクトリー
  - 新潟県新潟市北区西名目所5505番35
- 東京本社・営業本部
  - 埼玉県さいたま市大宮区桜木町4-447-1

### 新潟せんべい王国

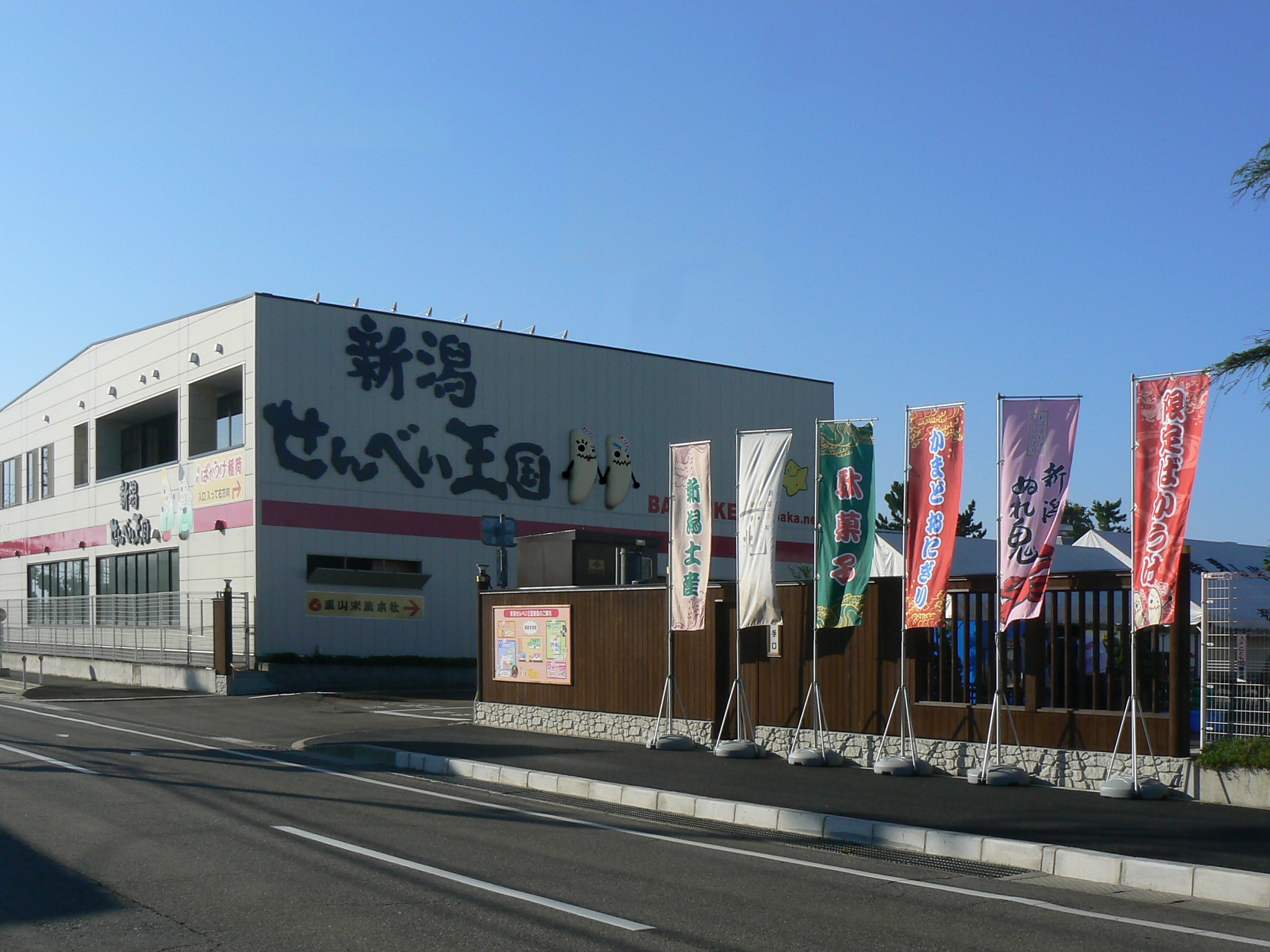
新潟せんべい王国

新潟せんべい王国（にいがたせんべいおうこく）は、新潟県新潟市北区新崎の本社敷地内に所在する米菓に関する体験・展示施設。

### 概要
2002年4月6日、本社の工場跡地にオープン。当初の名称は、「せんべい王国」であった。
新潟県は全国の米菓年間生産量の約6割を占める一大生産地である一方、県内には米菓産業の発展の歴史や米菓の製造工程について間近で学べる常設の施設が無かったことから、本社工場跡地の有効活用を兼ね、この「せんべい王国」が企画・開設された。イメージキャラクターには、こんがりと焼けたせんべいを模したこんがりー大王を制定した。
本社敷地内にある4つの施設から成り、職人が煎餅を焼き上げる様子を間近で見学できる他、煎餅の手焼き体験コーナーや米菓産業の歴史に関する展示コーナーが設けられている。また売店には、せんべい王国オリジナルの様々な米菓やグッズが陳列されており、小中学生の社会科見学や、バスツアーなど県内外の団体観光のコースに盛り込まれるなど、北区濁川地域の観光スポットのひとつとなっている。
2008年、本社倉庫を改装して増床。飲食コーナーなどを増設するなど施設の拡充が図られ、同年10月10日午前10時に新潟せんべい王国としてリニューアルオープンし、現在に至る。

### 主な見学・体験コーナー

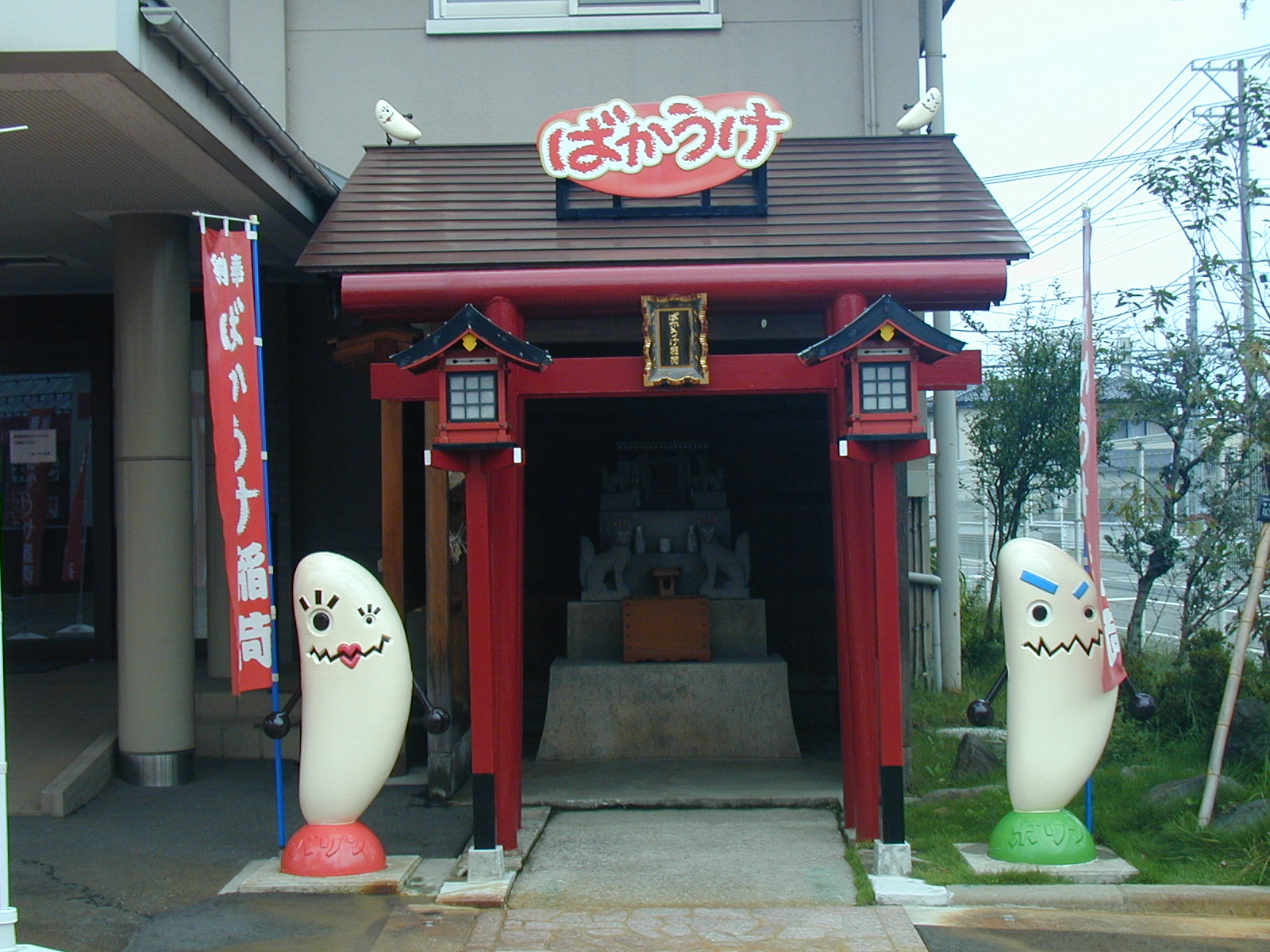
王国前にある「ばかうけ稲荷」

ばかうけ稲荷
本社敷地の正門右手に建立されている神社。
創業間もない頃、栗山源太郎が社業の発展を願って新発田市大友の東泉寺に祀られている大友稲荷から分祀し、流作場の旧本社敷地内に小さな社を建立したのが端緒で、米菓稲荷と呼ばれて社員から親しまれていた。新崎へ移転した際に大きな社に建て替えられ、以後も社業の発展を見守り続けている。
1990年代に入り『ばかうけ』が全国的なヒット商品に成長すると、本社に来訪した顧客が米菓稲荷を「このお稲荷様は『ばかうけ稲荷』ですね」と評したのを発端に、せんべい王国オープン後には来館者が参拝するなどした。こうしたことから2005年、『ばかうけ』発売15周年を記念して社を改修したのを機にばかうけ稲荷に改称した。
来館者が境内に絵馬を奉納できる他、『ばかうけ』のWebサイトには「バーチャルばかうけ稲荷」のコーナーが設けられている。
わくわく ボリンの体験館
本社敷地の正門左手にあるパビリオン。
「資料コーナー」では新潟の米菓の歴史に関する資料や、米菓の製造工程を模したミニチュアを通じ、米菓に関する知識を学ぶことができる。
メインとなる「体験コーナー」には、常設の「せんべいの手焼き体験」と土曜・休日限定の「ばかうけ味付け体験」の2つのスペースが設けられている。「手焼き」では、せんべいの生地を来館者自ら直火で炙ったり、大判のせんべいに醤油を塗って絵描きを楽しんだりしながら、焼きたてのせんべいを味わうことができる。「味付け」では、素焼きの『ばかうけ』の生地に10種類のフレーバーパウダーを自由に組み合わせてオリジナルの『ばかうけ』を味わうことができる。いずれも子供でも簡単に楽しめる。
- 手焼き体験
- ばかうけ味付け体験

うまうま バリンのおみやげ屋
本社敷地の右手奥にある売店・飲食コーナー。
栗山米菓の製品やキャラクターグッズが販売されており、上記「ばかうけ工場」で造られた炭火焼せんべい「米兆」を直販している他、せんべい王国オリジナルの商品・グッズが数多く陳列されている。また米菓は新潟県内の同業各社の協力により、他社製品も陳列されている他、新潟県内各地の土産物も販売されている。
「飲食コーナー」では、『ばかうけ』を模した半楕円形の青海苔風味の「ばかうけコロッケ」や、ソフトクリームにせんべいや柿の種などをサンドした「せんべいソフト」など、米やせんべいをメインとした飲食物が供されている。

### 営業案内
- 営業時間：9:30 - 17:00
- 定休日：火曜日が定休日となる場合がある（月1回程度、繁忙期は無休）。詳細は公式サイトに提示されているカレンダーを参照のこと。
- 入場料：無料
  - 但し「体験館」の手焼き体験・味付け体験（上記参照）、飲食コーナーの飲食物は有料となる。
- 交通
  - JR白新線 新崎駅北口より徒歩約15分
  - 国道7号（新新バイパス） 濁川インターチェンジから約1分

## その他
- 朱鷺メッセ・万代島ビル31階にある展望室の施設命名権を取得しており、「Befcoばかうけ展望室」の呼称を付与している。